# Philematium mussardi
Philematium mussardi là một loài bọ cánh cứng trong họ Cerambycidae.